# Шрі-Ланка Армі (футбольний клуб)
Спортивний клуб «Шрі-Ланка Армі» або просто «Армі» (англ. Army Sport Club) — ланкійський футбольний клуб з Ратнапури. Виступає в Прем'єр-лізі Шрі-Ланки, найвищому футбольному дивізіоні країни.

## Історія
Команда була заснована в столиці країни Ратнапура, але домашні матчі проводить у місті Гомагама, представляє Збройні Сили Шрі-Ланки. У сезоні 2008/09 років виграла Прем'єр-лігу. Окрім цього 4 рази вигравала національний кубок та ще 5 разів виходила до фіналу турніру.
На міжнародному рівні клуб виступав двічі, проте в обох випадках не зумів подолати груповий раунд.

## Досягнення
- Прем'єр-ліга Шрі-Ланки
  -  Чемпіон (2): 2009, 2019

- Кубку Футбольної асоціації Шрі-Ланки
  -  Володар (7): 1960, 1969, 2011, 2016[1], 2017, 2018
  -  Фіналіст (3): 1981, 2009, 2012

## Виступи на континентальних турнірах
| Сезон | Турнір               | Раунд          | Клуб            | Результат |
| ----- | -------------------- | -------------- | --------------- | --------- |
| 2009  | Кубок президента АФК | Груповий раунд | Абахані Лімітед | 1-2       |
| 2009  | Кубок президента АФК | Груповий раунд | Ашгабат         | 1-5       |
| 2013  | Кубок президента АФК | Груповий раунд | Боюн Кет        | 0-6       |
| 2013  | Кубок президента АФК | Груповий раунд | Хіляль Аль-Кудс | 0-10      |
| 2013  | Кубок президента АФК | Груповий раунд | Балкан          | 0-5       |